# Жоров Семен Васильович
Семен Васильович Жоров (нар. 12 жовтня 1922, хутір Рови, Погарський район, Брянська область, РРФСР, СРСР — † 6 червня 1987, Жданов, Українська РСР, СРСР)  — радянський льотчик, брав участь у Другій світовій війні. Герой Радянського Союзу(1945).

## Біографія
З сім'ї селян. Закінчив сім класів СШ № 28 м.Маріуполя (тепер ЗСШ № 37), ремісниче училище № 8, аероклуб. Працював токарем ремонтно-механічного цеху № 1 заводу ім. Ілліча.
В РСЧА з 1941-го. Закінчив Ворошиловградську військову авіаційну школу пілотів (1943).

## Участь у Другій світовій війні
На фронті з січня 1945-го. Брав участь у повітряних боях над Білоруссю, Польщею і Пруссією. Старший льотчик 569-го штурмового Осовецкого авіаполку 199-й авіадивізії 4-й повітряної армії 2-го Білоруського фронту, до кінця війни здійснив 88 бойових вильотів.

## Мирне життя
З 1957 року - в запасі, працював начальником штабу народної дружини Іллічівського р-ну м. Жданова. Похований на Старокримському кладовищі.

## Нагороди
Герой Радянського Союзу - Медаль «Золота Зірка»
Орден Леніна
Орден Червоного Прапора
3 х Орден Вітчизняної війни 1-го ступеня
Орден Вітчизняної війни 2-го ступеня
Медалі

## Біографічні статті
- Жоров Семен Васильевич. на www.warheroes.ru. Архів оригіналу за 26 листопада 2012. Процитовано 19 листопада 2014.(рос.)